# ザムトゲマインデ・ベーヴェルン
ザムトゲマインデ・ベーヴェルン (Samtgemeinde Bevern) は、ドイツ連邦共和国ニーダーザクセン州ホルツミンデン郡南部のザムトゲマインデ（集合自治体）であり、その本部はベーヴェルンにある。

## 地理

### 位置
ベーヴェルンはヴェーザーベルクラント地方のヴェーザー川沿い、ゾリング山地、フォーグラー山地、イート山地に囲まれている。

### 構成自治体
このザムトゲマインデは、ゴルムバッハ、ホーレンベルク、ネーゲンボルン、ベーヴェルンからなる。

## 歴史
このザムトゲマインデは1973年1月1日に成立した。詳しい歴史は各構成自治体の項を参照。

## 宗教
このザムトゲマインデの住民は、以下の通りである。
- 79% プロテスタント
- 12% カトリック
- 9% その他の宗教または無信仰

## 行政

### 議会
このザムトゲマインデの議会は、18議席からなる。

## 文化と見所
- ルネサンス様式の城館
- ブルクベルクにある、旧プロイセン時代のベルリン - コブレンツ通信線の塔

## 経済と社会資本
住民の請願により、住民に支えられた開発コンセプトを目標とする「戦略的計画」作業共同体がベーヴェルンに設けられた。そのための作業基盤は戦略論「Engpasskonzentrierte Strategie」（直訳すると「隘路集積戦略」）によって裏付けられている。ベーヴェルンはホルツミンデン経済地域における組織的地域開発のパイロットプロジェクトである。

## 人物
- ハンス＝ハインリヒ・ザンダー（1945年 - ）ニーダーザクセン州環境大臣

## 引用
1. ↑  Landesamt für Statistik Niedersachsen, LSN-Online Regionaldatenbank, Tabelle A100001G: Fortschreibung des Bevölkerungsstandes, Stand 31. Dezember 2023